# Raubritter
Als Raubritter bezeichnet man rückblickend seit dem 18. Jahrhundert diejenigen Angehörigen des ritterlichen Standes, die sich durch Straßenraub und Plünderungszüge bereicherten. Das Raubrittertum setzte im Spätmittelalter ein und gilt als eine Folge der Verdrängung der Naturalwirtschaft durch die Geldwirtschaft. 

## Begriff
Der Begriff „Raubritter“ stammt nicht aus jener Zeit selbst, sondern ist eine Neuschöpfung, die erst ab dem Ende des 18. Jahrhunderts in größerem Umfang verwendet wurde – z. B. in der Ankündigung des 1799 in Wien erschienenen Ritterromans: Der Raubritter mit dem Stahlarme, oder der Sternenkranz; eine Geistergeschichte. in der Wiener Zeitung vom 29. September 1798. 2007 konnte Klaus Graf einen früheren Beleg für „Raubritter“ in einer Übersetzung aus dem Spanischen 1781 auffinden. Bereits 1672 wurde der Begriff „Raub-Ritter“ von Christian Augustin Pfalz von Ostriz (1626–1702) verwendet. Der Begriff „Raubschloss“ eines wegelagernden Edelmanns erscheint schon eher, etwa in der Magdeburger Schöffenchronik oder 1550 im Fastnachtsspiel Der Abt im Wildbad von Hans Sachs.

## Historische Hintergründe
Die Gründe für als „räuberisch“ empfundene Aktionen von Rittern (genauer: von Angehörigen des Niederen Adels) waren sehr unterschiedlich. Das Austragen von Fehden war stets Teil der ritterlichen Lebensweise gewesen und wurde der freien, waffenberechtigten Bevölkerung in großen Teilen des mittelalterlichen Europas sogar lange Zeit rechtlich zugesichert (seit Barbarossa jedoch nur montags bis mittwochs, dazwischen lag der sogenannte Gottesfriede). Erst seit dem Landfrieden von 1495 waren Fehden ganz verboten. Im Rahmen der Fehdeaustragung waren meist Bauern die Leidtragenden, denn die Ausplünderung oder Brandschatzung der Hintersassen des Fehdegegners war üblich, um sich für Forderungen schadlos zu halten oder den Gegner durch Schädigung seiner ökonomischen Grundlagen zu strafen.
Das Recht, Wegzoll, Brückenzoll oder Schiffszoll zu erheben, lag ursprünglich in der Hand des Königtums. Dieses Recht von Zoll und Geleit (lat. conductus et theloneum) wurde aber im Heiligen Römischen Reich bald als Lehen oder Pfand des Reiches an die Landesherren vergeben. Diese erhoben die Zölle auf ihren Zollburgen oder an Stadttoren und belehnten auch Ministeriale mit der Erhebung, welche einen Anteil für sich behielten, der für sie eine wichtige Einnahmequelle darstellte. Aber längst nicht jede Burg, die sich nahe einer Fernstraße erhob, war mit dem Recht von Zoll und Geleit  ausgestattet. Die Straßenzölle fanden ihre Begründung in der Verpflichtung der Zollherren, für den Unterhalt der Wege und Brücken sowie für den Schutz vor Wegelagerern zu sorgen. Beim Erheben des Wegzolls gab es aber keine bindenden Vorschriften, die beauftragten Ministerialen entschieden oft selbständig über die Höhe der Zölle und des von ihnen einbehaltenen Entgelts, wodurch Willkür herrschte. Der Übergang vom Zoll zum Raub war daher gleitend.
Im Spätmittelalter verschlechterten sich ab dem 14. Jahrhundert die ökonomischen Lebensgrundlagen des niederen Adels, als die alten Lehensheere der zum Vasallendienst verpflichteten Lehnsnehmer zunehmend durch professionelle Söldnertruppen ersetzt wurden. Die Folge war ein wirtschaftlicher Niedergang des Adels, denn Sold und Kriegsbeute flossen nun in andere Taschen. Gleichzeitig führte eine Zunahme der Bevölkerung sowohl zum Aufschwung des Handels und zu steigendem Wohlstand der Städte als auch zum Abstieg des Adels, weil die vielen nicht erbberechtigten jüngeren Kinder – die man oft in Klöstern unterbrachte – nicht mehr so einfach neue Grundherrschaften erwerben konnten wie dies im Hochmittelalter, etwa durch Landesausbau mittels Rodung der Urwälder, der Fall gewesen war. Erbteilungen führten zur Entstehung der Ganerbenburgen, auf denen mehrere Familienzweige eng zusammenrückten. Eine Möglichkeit der Abhilfe (neben anderen, etwa dem Eintritt in die Söldnerheere oder der Auswanderung in unterentwickelte, dünn besiedelte Gegenden im Rahmen der Deutschen Ostsiedlung) sah der Adel darin, seine tradierten Aufgaben im Rahmen der landesfürstlichen Zollerhebung weiter auszulegen als bisher, indem er die Zölle erhöhte oder bislang unkontrollierte Strecken zollpflichtig machte.
Burgen, von denen aus man – erforderlichenfalls durch Gewalt – Zölle erhob, die von den Städten für unrechtmäßig gehalten wurden, galten als Raubhäuser. Da die Pfändung und Wegnahme von Kaufmannsgut aufgrund unberechtigter oder zumindest umstrittener Zollschranken (oder anderer Forderungen) als Verletzung des Landfriedens galt, kam es häufig zu Strafmaßnahmen der Vertragspartner von Landfriedensbündnissen, die sich gegen die Burgen der Zollherren richteten. Solche Bündnisse wurden meist von mehreren Städten untereinander abgeschlossen, da sie an florierendem Fernhandel und daher an der Sicherung der Routen interessiert waren. Oft beteiligten sich auch die Landesherren daran, da sie über ihr Zoll- und Steuerprivileg an den Handelsumsätzen mitverdienten. Die Raubhäuser der Landadligen wurden dann strafweise belagert und oft gebrochen, so etwa 1398 die Burg Tannenberg. Diesem – im Spätmittelalter häufigen – Konfliktmodell lag das Aufeinandertreffen gegensätzlicher Rechtsauffassungen zugrunde. Daher ist der Begriff des Raubritters – sofern nicht reine Wegelagerei gemeint ist, die auch vorkam – in den meisten Fällen missverständlich. In der Regel beriefen die Verursacher von Beschlagnahmen sich auf Zollrechte sowie das Recht des freien Niederwurfs.

## Adelsgesellschaften
Einige Adelsgesellschaften im 14. Jahrhundert (beispielsweise Martinsvögel, Sternerbund, Von der alten Minne, Bengler, Vom Horne und Löwenbund) zeichneten sich unter anderem durch eine städtefeindliche Politik aus. So gehörten etwa die Herrschaften Reifenberg und Kronberg, zwei erklärte Feinde Frankfurts, zu Gründungsmitgliedern eines solchen Bundes. Dieser Interessengegensatz führte oft zur Erklärung einer Fehde. Im Rahmen solcher Fehden geschahen auch Überfälle auf Städte. So hatten z. B. die Kaufleute von Regensburg nach 1334 acht Jahre lang unter den Raubüberfällen des aus der Stadt durch einen Bürgeraufstand vertriebenen, gewalttätigen Bürgermeisters Friedrich Auer zu leiden, dessen große Familie Besitzer der stadtnahen Burg Brennberg war.
Manche Mitglieder dieser Ritterbünde oder Ritterfamilien werden daher heute auch als Raubritter bezeichnet. Die Städte gingen zum Teil kriegerisch gegen diese Bünde und ihre Mitglieder vor und zerstörten ihre Burgen (beispielsweise Burg Tannenberg, Burg Wildenstein).